# Неболчи
Неболчи (на руски: Неболчи) е селище от градски тип в Русия, разположено в Любитински район, Новгородска област. Населението му към 1 януари 2018 година е 2008 души.